# 1030 Vitja
Vitja (asteroide 1030) é um asteroide da cintura principal com um diâmetro de 64,13 quilómetros, a 2,7498956 UA. Possui uma excentricidade de 0,1192968 e um período orbital de 2 015,21 dias (5,52 anos).
Vitja tem uma velocidade orbital média de 16,85580193 km/s e uma inclinação de 14,78262º.
Esse asteroide foi descoberto em 25 de maio de 1924 por Vladimir Albitzkij.